# Communauté métropolitaine de Montréal
Die Communauté métropolitaine de Montréal (CMM) ist ein regionaler Zweckverband in der kanadischen Provinz Québec, bestehend aus Gemeinden in der Metropolregion der Stadt Montreal. Er wurde im Juni 2000 durch ein von der Nationalversammlung von Québec beschlossenes Gesetz geschaffen. Die CMM umfasst 82 Gemeinden mit zusammen 3,7 Millionen Einwohnern auf einer Fläche von 4258,97 km².

## Aufgaben
Die CMM besitzt Planungs-, Koordinations- und Finanzierungskompetenzen in folgenden Bereichen:
- Raumplanung
- wirtschaftliche Entwicklung
- Kunst- und Kulturförderung
- öffentlicher Nahverkehr und Hauptstraßennetz
- Sozialwohnungsbau
- Infrastruktur und Dienstleistungen von regionaler Bedeutung
- Abfallentsorgung
- Abwasserreinigung
- Naturschutz
- Luftqualität
- Geomatik

## Zusammensetzung des Rates

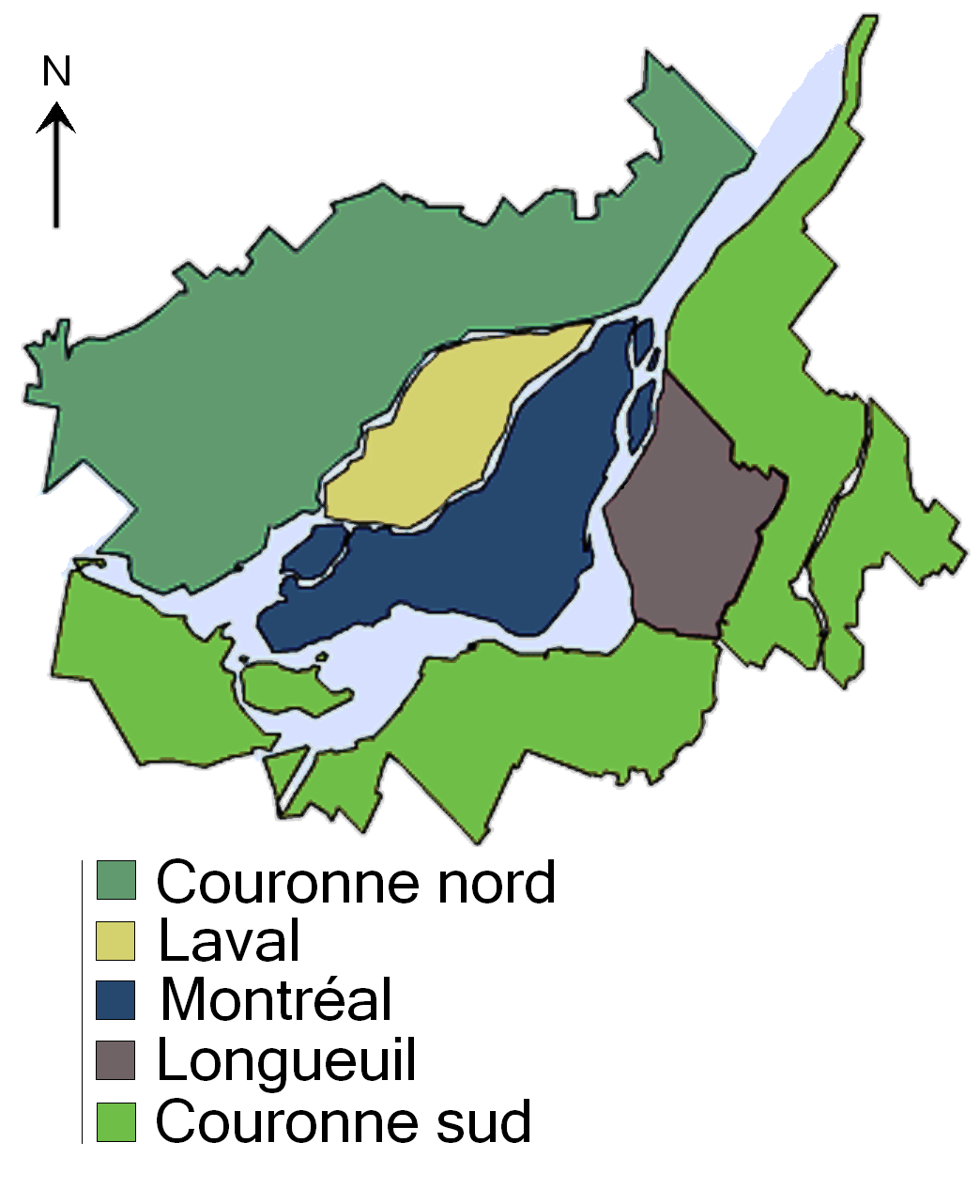
Regionale Einteilung der CMM

Der Rat der CMM setzt sich aus 28 Mitgliedern zusammen:
- der Bürgermeister von Montreal
- dreizehn Mitglieder des Rates der Agglomeration Montreal
- der Bürgermeister von Laval und zwei weitere Mitglieder des Stadtrates
- der Bürgermeister von Longueuil und zwei weitere Mitglieder des Agglomerationsrates von Longueuil
- vier Bürgermeister von Gemeinden in der Region Rive-Nord (Nordufer)
- vier Bürgermeister von Gemeinden in der Region Rive-Sud (Südufer)

## Liste der Gemeinden
| - Baie-D’Urfé - Beaconsfield - Beauharnois - Belœil - Blainville - Brossard - Boisbriand - Bois-des-Filion - Boucherville - Calixa-Lavallée - Candiac - Carignan - Chambly - Charlemagne - Châteauguay - Côte-Saint-Luc - Contrecœur - Delson - Dollard-Des Ormeaux - Dorval - Deux-Montagnes - Hampstead - Hudson - Kirkland - L’Assomption - L’Île-Cadieux - L’Île-Dorval - L’Île-Perrot | - La Prairie - Laval - Léry - Les Cèdres - Longueuil - Lorraine - Mascouche - McMasterville - Mercier - Mirabel - Mont-Royal - Montreal - Montréal-Est - Montréal-Ouest - Mont-Saint-Hilaire - Notre-Dame-de-l’Île-Perrot - Oka - Otterburn Park - Pincourt - Pointe-Calumet - Pointe-Claire - Pointe-des-Cascades - Repentigny - Richelieu - Rosemère - Saint-Amable - Sainte-Anne-de-Bellevue | - Saint-Basile-le-Grand - Saint-Bruno-de-Montarville - Saint-Constant - Sainte-Anne-des-Plaines - Sainte-Catherine - Sainte-Julie - Sainte-Marthe-sur-le-Lac - Sainte-Thérèse - Saint-Eustache - Saint-Isidore - Saint-Jean-Baptiste - Saint-Joseph-du-Lac - Saint-Lambert - Saint-Lazare - Saint-Mathias-sur-Richelieu - Saint-Mathieu - Saint-Mathieu-de-Belœil - Saint-Philippe - Saint-Sulpice - Senneville - Terrasse-Vaudreuil - Terrebonne - Varennes - Vaudreuil-sur-le-Lac - Vaudreuil-Dorion - Verchères - Westmount |